# Swartzia costaricensis
Swartzia costaricensis là một loài thực vật có hoa trong họ Đậu. Loài này được (Britton) N. Zamora miêu tả khoa học đầu tiên.